# Korek parowy
Korek parowy – zjawisko polegające na odparowaniu cieczy w przewodach na skutek jej podgrzania oraz rozprężenia, które prowadzi do zastąpienia cieczy gazem. W motoryzacji obserwowane jest w przewodach, którymi pompa paliwowa zasysa benzynę ze zbiornika paliwa. Opary przedostające się do układu paliwowego powodują zmniejszenie ilości podawanej benzyny i mogą prowadzić do dławienia się silnika. Jeżeli on zgaśnie, to ponowny rozruch może stać się bardzo trudny. Powstawaniu korków parowych sprzyja wysoka temperatura otoczenia, zwiększenie w paliwie dodatku eteru tert-butylowo-metylowego (MTBE) oraz przestarzała konstrukcja układu paliwowego. Jeżeli pompa paliwa jest napędzana z silnika, a przewody przechodzą w pobliżu jego korpusu, to paliwo jest rozgrzewane przez pracujące cylindry, a długi przewód wymaga wytworzenia większego podciśnienia. Wiele nowszych samochodów zawiera pompę elektryczną umieszczoną przy zbiorniku, co powoduje, że paliwo jest przez układ paliwowy tłoczone. Taka konstrukcja zapobiega powstawaniu bąbelków gazu w przewodach. Korek parowy występuje też czasami w układzie hamulcowym, znacznie zmniejszając jego sprawność.